# Герборд
Герборд (нем. Herbord; до 1145—27 сентября 1168, Бамберг) — немецкий монах и биограф епископа Отто I Бамбергского.

## Биография
Герборд стал монахом михельсбергского монастыря бенедиктинского аббатства в 1145 году. Занимал должность схоластика. В 1158 году он начинает описание жизни епископа Оттона Бамбергского. Он опирается на работы Эбона Михельсбергского и анонимного монаха из Прюфенингского монастыря под Регенсбургом. В своё агиографическое сочинение «Dialogus de Ottone episcopo Bambergensi» Герборд включил разнообразные сведения, почерпнутые им из устных источников, прежде всего Зефрида, спутника Оттона по путешествиям в славянском Поморье и приора михельбергского монастыря Тимона. В отличие от своих предшественников, Герборд описывает биографию в художественно привлекательной форме диалога Зефрида и Тимона.
Известия о Руси упоминаются Гербордом в связи с географическим описанием балтийского Поморья и изложением событий правления Болеслава Кривоустого до завоевания Поморья.

## Критические издания
- Rudolf Köpke: Herbordi Dialogus de vita Ottonis episcopi Babenbergensis. Hannover 1868
- Johannes Wikarjak: Herbordi Dialogus de vita sancti Ottonis episcopi Babenbergensis. Warszawa 1974

## Переводы
- Lorenz Weinrich: Heiligenleben zur deutsch-slawischen Geschichte. Adalbert von Prag und Otto von Bamberg. Wissenschaftliche Buchgesellschaft, Darmstadt 2005. ISBN 3-534-01422-7
- Жизнеописание Оттона Бамбергского в церковных сочинениях и преданиях / пер. с лат., исслед. и коммент. А.С. Досаева и О.В. Кутарева. – СПб.: Дмитрий Буланин, 2021. – 912 с. ISBN 978-5-86007-970-0